# Fanny Cochrane Smith
Fanny Cochrane Smith (1834–1905) era una aborigen de Tasmània de sang pura, nascuda en desembre de 1834. És considerada l'última parlant materna d'una llengua de Tasmània, i els seus cilindre de cera enregistrant cançons són les úniques gravacions d'àudio de qualsevol de les llengües de Tasmània.

## Primers anys
La mare i el pare de Fanny Cochrane, Tanganutura i Nicermenic, van ser dos dels aborígens de Tasmània assentats a l'illa de Flinders en la dècada de 1830 pel Rev George Augustus Robinson, i ella va néixer a Wybalenna. No se li coneix nom indígena; Robinson va donar noms europeus a tots els habitants indígenes de Tasmània que van arribar a l'illa com a part del seu intent de suprimir la seva cultura.
Des de l'edat de cinc a vuit anys va viure a la casa de Robert Clark, el predicador de Wybalenna, i va ser enviada a l'escola dels orfes a Hobart per aprendre habilitats de servei domèstic després de les quals va tornar a Wybalenna. Va servir com el servent de Clark fins que l'estació es va tancar el 1847. El 1847 els seus pares, juntament amb els supervivents de Wybalenna, van ser traslladats a Oyster Cove.

## Evolució posterior
El 1854 Fanny es va casar amb William Smith, ex-convicte anglès, i entre 1855 i 1880 van tenir 11 infants. Després del seu matrimoni, Fanny i el seu marit van regentar una casa d'hostes a Hobart. Després de rebre una pensió del govern de 24 lliures i una concessió de 100 acres de terra, va seleccionar terra prop d'Oyster Cove per estar prop de la seva mare, germana i germà i la parella s'hi va mudar poc abans de néixer el seu primer fill. Els Smiths conreaven els seus propis aliments, però els seus ingressos procedien de la fusta.
Després de la mort de Truganini el 1876, Fanny va reclamar ser "l'última tasmana". El govern de la Colònia de Tasmània reconegué aquesta afirmació en 1889 i li va concedir 300 acres de terra i l'augment de la renda vitalícia a 50 £. Ella es va convertir al metodisme i va donar els terrenys necessaris per a construir una església metodista a Nicholls Rivulet, que va obrir les portes el 1901.

## Vida personal
Dels seus 11 fills, la seva filla Gladys es casà amb el nebot del rebesavi del compositor Peter Sculthorpe.

## Mort
Cochrane Smith va morir de pneumònia i pleuritis a Port Cygnet a 16 kilòmetres d'Oyster Cove, el 24 de febrer de 1905. Va haver certa controvèrsia en el moment de la seva mort si ella o Truganini va ser l'últim aborigen de Tasmània de pura sang.

## Llegat
Smith és coneguda per la seva gravació en cilindre de cera de cançons aborígens, feta el 1903, que comprèn els únics reculls en àudio d'una llengua de Tasmània. Es van gravar cinc cilindres, però tanmateix el 1949 només en quedaven quatre. "Un cinquè cilidres, en què es va gravar la traducció de les cançons, es va trencar fa algun temps". Després de sentir la seva pròpia actuació, Smith va cridar "La meva pobra raça. Què he fet", creia que la veu era la de la seva mare.
L'enregistrament de les cançons de Smith va ser el tema d'una cançó de 1998 pel cantant de folk australià Bruce Watson, ''The Man and the Woman and the Edison Phonograph. Watson és el net de l'home que va gravar Fanny el 1903. El besavi de Watson, Horace Watson, va ser responsable de fer les gravacions de Smith.
Una fotografia de Fanny Cochrane Smith i Horace Watson apareix en la col·lecció del Museu Nacional d'Austràlia.